# Madonna Berenson
La Madonna col Bambino è un dipinto tempera e oro su tavola (86x61 cm) di Domenico Veneziano, databile al 1432-1437 circa e conservato nella Collezione Berenson di Villa I Tatti a Settignano (Firenze).

## Storia
L'opera venne messa all'asta dalla famiglia Panciatichi e acquistata da Bernard Berenson che la destinò alla sua collezione personale. È di solito datata alla fase della prima maturità dell'artista a Firenze, tra il 1432, ipotetica data del rientro da Roma, e il 1437, data degli affreschi perduti in palazzo Baglioni a Perugia.

## Descrizione e stile
Sullo sfondo di un broccato rosso scuro con motivi floreali, dalla ricca punzonatura d'oro, Maria è rappresentata a mezza figura, col Bambino che gioca seduto su un cuscino e con le gambe appoggiate su un ipotetico parapetto che coincide con il bordo inferiore del dipinto. Si tratta di uno dei più antichi esempi di questo motivo in Italia, derivato dall'esempio dei Primitivi fiamminghi. I tipi fisici della Madonna e del Bambino rimandano all'opera del pittore, così come la luce chiara, la delicata stesura degli incarnati, l'attenzione al dettaglio, come il velo trasparente sulla fronte della Madonna, il tono intimo e tranquillo, con un complesso scambio di gesti e sguardi.
La ricchezza dello sfondo rimanda a opere di Gentile da Fabriano, come la Madonna dell'Umiltà di Pisa, così come il ricco trattamento dell'oro, ora inciso, ora pinzonato, ora applicato a rilievo come nei motivi decorativi della veste di Maria. Le aureole sono già in prospettiva, uno stilema che venne poi ripreso da Piero della Francesca. 
Maria porge al Bambino un bocciolo o forse un piccolo pero, allusione al Peccato originale che Cristo laverà col suo sacrificio. Questo gesto dovette ispirare anche Leonardo, nella sua Madonna Benois. Il motivo della melagrana nello sfondo simboleggia la Resurrezione.